# Reserva natural nacional de Yanchiwan

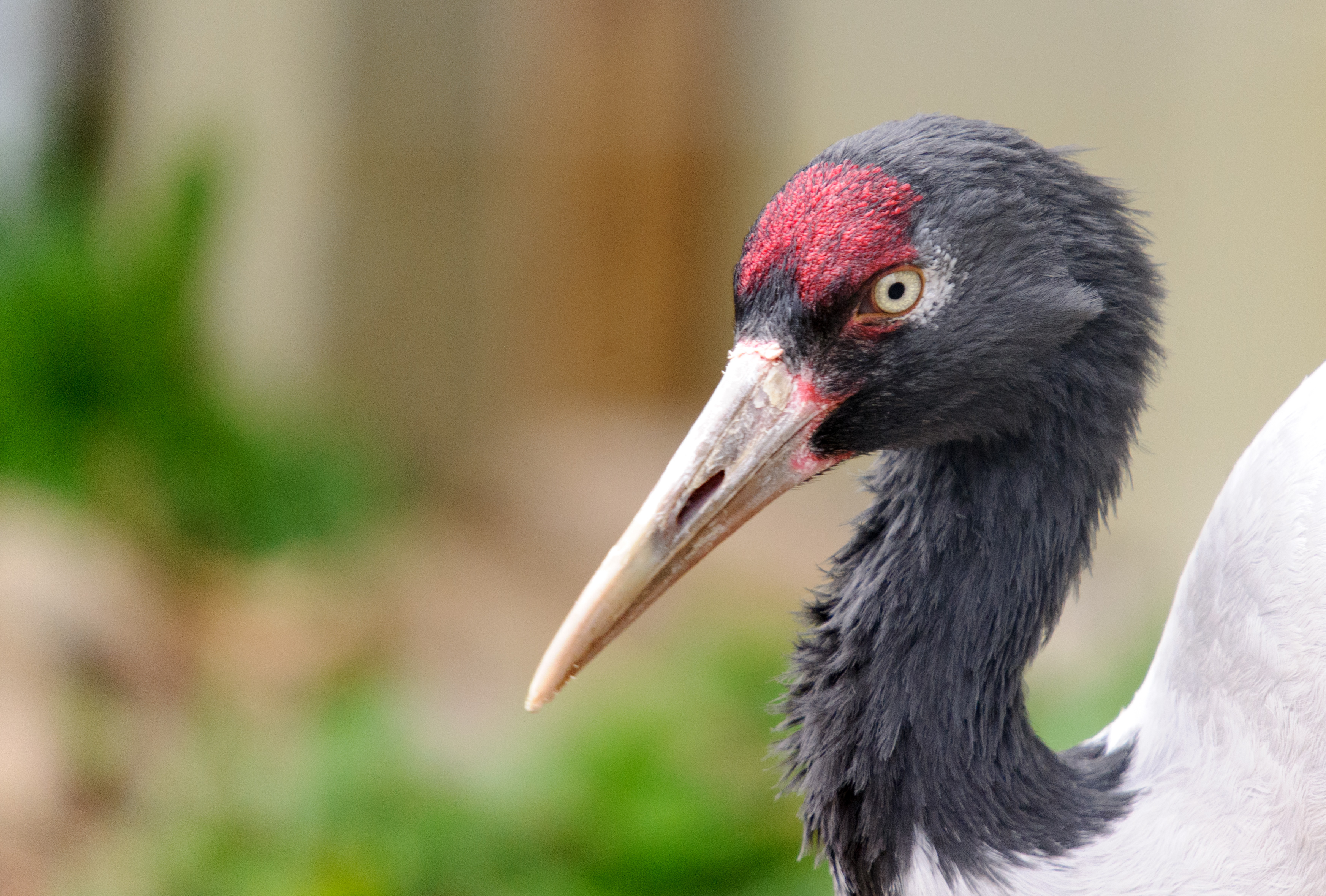
Grulla cuellinegra en el zoo de Massachusssets

La Reserva natural nacional de Yanchiwan es una reserva natural en el norte de China, en el extremo norte de la meseta de Qinghai, en el Tíbet, al oeste de las montañas Qilian, en las coordenadas 38o26'∼39o52' N, 95o21'∼97o100' E. Es conocida por la presencia de grulla cuellinegra, que tiene aquí su lugar más septentrional para criar.

## Características
La reserva cubre un área de 13.600 km2, en un valle que consiste en un 5 % de pantanos, un 2,5 % de lagunas permanentes y humedales de ribera, un 2,5 % de humedales estacionales de ribera, un 0,1 % de humedales glaciares y un 90 % de pastizales, con una zona parcialmente acotada que se usa colectivamente por familias de pastores. La elevación oscila entre 2600 y 5483 m en un amplio valle flanqueado por sierras, cubierto de hierbas cortas de tipo alpino en su mayor parte.
El clima es árido y semiárido. Las lluvias oscilan entre los 30 y los 40 mm entre abril y junio, y la media de temperaturas es de 5,7-6,5 oC. Puede nevar en cualquier época. El agua depende de la nieve en las montañas Qilian, la fusión de los glaciares, las lluvias, las escorrentías y unos pocos manantiales. El agua drena en los ríos Shule, Danghe y Yulinhe.

## Sitio Ramsar
Dentro de la reserva se encuentra el sitio Ramsar de los humedales de Gansu Yanchiwan, en la cuenca alta del río Dang, afluente principal del río Shule, donde la meseta interior de Mongolia se encuentra con las montañas Qilian Occidentales, en el extremo norte de la meseta tibetana. Tiene una extensión de 298,76 km2, el número de sitio Ramsar 2347, se creó en enero de 2018 y está centrada en las coordenadas 39°05′N 95°50′E.
Los ríos, lagos y pantanos crean un ecosistema único en un territorio árido y frío. Con todo, suministra agua para los condados autónomos de Subei y Aksay, y la ciudad de Dunhuang. Su rica biodiversidad alberga 278 especies de plantas, 96 de aves y 31 de mamíferos. Entre las especies globalmente amenazadas se encuentran el porrón de Baer, el águila esteparia y la vulnerable gacela persa. Los humedales proporcionan un importante lugar de reposo y cría para las aves migratorias del occidente de China, y es el lugar más septentrional para la cría de la grulla cuellinegra.